# Oxyrhopus
Oxyrhopus é um gênero de colubrídeos que pertence à subfamília Xenodontinae. O gênero é encontrado na América Central e na parte norte da América do Sul,
e inclui pelo menos 14 espécies distintas.

## Espécies
As seguintes 14 espécies pertencem ao gênero Oxyrhopus.
- Oxyrhopus clathratus A. M. C. Duméril, Bibron & A. H. A. Duméril, 1854
- Oxyrhopus doliatus A. M. C. Duméril, Bibron & A. H. A. Duméril, 1854
- Oxyrhopus erdisii (Barbour, 1913)
- Oxyrhopus fitzingeri (Tschudi, 1845)
- Oxyrhopus formosus (Wied-Neuwied, 1820)
- Oxyrhopus guibei Hoge & Romano, 1977
- Oxyrhopus leucomelas (F. Werner, 1916)
- Oxyrhopus marcapatae (Boulenger, 1902)
- Oxyrhopus melanogenys (Tschudi, 1845)
- Oxyrhopus occipitalis (Wagler, 1824)
- Oxyrhopus petolarius (Linnaeus, 1758) - chita cobra, culebra-encendida de cálico
- Oxyrhopus rhombifer A. M. C. Duméril, Bibron & A. H. A. Duméril, 1854
- Oxyrhopus trigeminus A. M. C. Duméril, Bibron & A. H. A. Duméril, 1854
- Oxyrhopus vanidicus Lynch, 2009[4]

## Descrição
As espécies do gênero Oxyrhopus têm a cabeça distinta do pescoço, olho moderado ou pequeno, pupila vertical elíptica, corpo cilíndrico ou ligeiramente comprimido lateralmente e cauda moderada ou longa.

## Ler mais
- Freiberg, M. 1982. Serpentes da América do Sul. T. F. H. Publicações. Hong Kong. 189 pp. ISBN 0-87666-912-7. (Oxyrhopus pp. 78-79, 104-105, 137 + fotos no pp. 135, 138, 190-191.)
- Wagler, J.[G]. 1830. Natürliches Sistema der Amphibien, mit vorangehender Classificação des Säugthiere und Vögel. Ein Beitrag zur vergleichenden Zoologie. J. G. Cotta. Munique, Stuttgart e Tübingen. vi + 354 pp. (Gênero Oxyrhopus, pp. 185-186.)